# Troubadour (George Strait)
Troubadour è il ventiquattresimo album in studio del cantante country statunitense George Strait, pubblicato nel 2008.

## Tracce
1. Troubadour – 2:56
2. It Was Me – 3:09
3. Brothers of the Highway – 2:42
4. River of Love – 3:15
5. House of Cash (duetto con Patty Loveless) – 3:35
6. I Saw God Today – 3:22
7. Give Me More Time – 3:30
8. When You're in Love – 2:49
9. Make Her Fall in Love with Me Song – 2:25
10. West Texas Town (duetto con Dean Dillon) – 2:03
11. House with No Doors – 3:44
12. If Heartaches Were Horses – 2:42